# Bradley University
La Bradley University è un'università statunitense privata con sede a Peoria, nell'Illinois.

## Storia
L'università fu fondata nel 1897 come Bradley Polytechnic Institute dalla filantropa Lydia Moss Bradley in memoria di suo marito Tobias e dei loro sei figli, tutti morti prematuramente; l'ateneo assunse l'attuale denominazione solo nel 1946.

## Sport
I Braves, che fanno parte della NCAA Division I, sono affiliati alla Missouri Valley Conference. La pallacanestro e il football americano sono gli sport principali, le partite interne indoor vengono giocate alla Carver Arena.

### Pallacanestro
I Bradley Braves contano 8 apparizioni nella post-season, hanno raggiunto le Final Four in due occasioni ed in entrambe sono stati sconfitti nella finale nazionale (nel 1950 dal City College di New York e nel 1954 da La Salle).